# اس‌ام‌اس کرونپرینتس
اس‌ام‌اس کرنپرینز (به انگلیسی: SMS Kronprinz) یک کشتی است که طول آن ۱۷۵٫۴ متر (۵۷۵ فوت ۶ اینچ) می‌باشد. این کشتی در سال ۱۹۱۴ ساخته شد.